# Quận Douglas, Oregon
Quận Douglas là một quận nằm trong tiểu bang Oregon. Năm 2000, dân số là 100.399. Tên của nó được đặt theo tên của Stephen A. Douglas, một chính trị gia Hoa Kỳ ủng hộ Oregon trở thành tiểu bang. Quận lỵ của quận là Roseburg.

## Lịch sử
Vùng này ban đầu có người bản thổ châu Mỹ Umpqua thuộc bộ lạc Chinook định cư. Sau Chiến tranh người bản thổ châu Mỹ Sông Rogue ( River Indian War) năm 1856, tất cả những người bản thổ bị chính quyền dời vào trong Khu dành riêng cho người bản thổ Grand Ronde.
Quận Douglas được thành lập ngày 7 tháng 1 năm 1852 từ một phần của Quận Umpqua nằm phía đông đỉnh của Rặng núi Duyên hải. Năm 1856 Thung lũng Camas của Quận Coos bị sáp nhập vào Quận Douglas. Năm 1862, phần còn lại của Quận Umpqua bị nhập vào Quận Douglas, nhiều người cho rằng vì dân số bị mất vào cuối cơn sốt vàng trước đó trong khi những người khác cho rằng việc sáp nhập là vì chính trị. Một vài lần điều chỉnh biên giới được tiến hành với Quận Jackson và Quận Lane năm 1915.

## Địa lý
Theo Cục Điều tra Dân số Hoa Kỳ, quận có tổng diện tích là 13.297 km² (5.134 mi²).  Trong đó có 13.045 km² (5.037 mi²) là đất và 252 km² (97 mi²) hay 1,89% là nước.

### Các quận giáp ranh
- Quận Lane, Oregon - (bắc)
- Quận Klamath, Oregon - (đông)
- Quận Jackson, Oregon - (nam)
- Quận Josephine, Oregon - (nam)
- Quận Curry, Oregon - (tây nam)
- Quận Coos, Oregon - (nam, tây)

## Các cộng đồng

### Các thành phố hợp nhất
- Canyonville
- Drain
- Elkton
- Glendale
- Myrtle Creek
- Oakland
- Reedsport
- Riddle
- Roseburg
- Sutherlin
- Winston
- Yoncalla

### Các cộng đồng chưa hợp nhấtvà nhữngnơi ấn định cho điều tra dân số
- Ash
- Azalea
- Days Creek
- Gardiner
- Glide
- Green
- Lookingglass
- Prospect
- Roseburg North
- Scottsburg
- Tiller
- Tri-City
- Winchester
- Vịnh Winchester